# Conte di Gloucester
Il titolo nobiliare di Conte di Gloucester fu creato diverse volte nel sistema dei Pari d'Inghilterra e prende il nome dalla città di Gloucester. Un conte di Gloucester esiste anche come personaggio dell'opera di William Shakespeare Re Lear, mentre il titolo di Duca di Gloucester è riservato alla famiglia reale britannica.

## Conti Gloucester, prima creazione (1122)
La prima creazione risale al 1122, da parte di Enrico I Beauclerc, in favore del suo figlio primogenito (illegittimo):
- Roberto di Caen (circa 1090–1147), I Conte di Gloucester (1122–1147)
- Guglielmo di Gloucester (1112–1183), II Conte di Gloucester (1147–1183). Alla morte di Guglielmo, il re Enrico II, avocò a sé il titolo, riservandolo alla figlia ultimogenita di Guglielmo, all'atto del matrimonio col proprio ultimogenito, Giovanni Senza Terra, che avvenne, nel 1189:
- Isabella di Gloucester circa 1073–1217), III Contessa di Gloucester (1189–1199) assieme al marito:
  - Giovanni Senza Terra (1166–1216), diventò il Re, Giovanni d'Inghilterra, nel 1199 e assegnò il titolo al nipote di Isabella (figlio di Mabel FitzRobert), mentre la maggior parte delle terre rimasero a Isabella:
- Amaury VI di Montfort-Évreux († 1213), IV Conte di Gloucester (1200–1213), alla cui morte, nel 1213, il titolo tornò a:
- Isabella (seconda volta 1213–1217), che l'anno seguente si risposò con
  - Geoffrey FitzGeoffrey de Mandeville, Conte di Essex, Conte di Gloucester (1166-1216), sposò Isabella nel 1214, e l'anno dopo la sua morte, Isabella sposò:
  - Hubert de Burgh (1170 circa[1] – prima del 5 maggio 1243), sceriffo per il Norfolk e il Suffolk. Dopo la morte di Isabella, il titolo andò a:
- Gilberto di Clare, V conte di Gloucester (1180–1230), nipote di Isabella (figlio di Amice FitzRobert)
- Riccardo di Clare, VI conte di Gloucester (1222–1262)
- Gilberto di Clare, VII conte di Gloucester (1243–1295)
- Gilberto di Clare, VIII conte di Gloucester (1291–1314)

## Conti di Gloucester, seconda creazione (1299)
- Ralph de Monthermer (morto nel 1325), acquisì la Contea tramite matrimonio con Giovanna Plantageneta, vedova del VII conte, e lo perse alla sua morte nel 1307

## Conti di Gloucester, terza creazione (1337)
- Hugh de Audley, I conte di Gloucester (morto nel 1347)

## Conti di Gloucester, quarta creazione (1397)
- Thomas le Despencer, I conte di Gloucester (1373–1400), degradato nel 1399